# Dikers
Dikers est un groupe espagnol de rock. Il est formé en 1998 par Iker Piedrafita, et séparé en 2016.

## Biographie

### Débuts (1998-2004)
Dikers est formé à l'été 1998. Ses membres, à cette période, incluent Iker Piedrafita, Iñaki Urroz, David Cuesta et Roberto Urzaiz, tous âgés entre 16 et 19 ans. Iker est le fils d'Alfredo Piedrafita, membre du groupe de rock Barricada. En hiver la même année, ils enregistrent leur premier album, intitulé A qué espero pour le label DRO, publié au printemps 1999. Cette sortie les mène à tourner dans toute l'Espagne, participant à des festivals comme le Warped Tour.
Après quelques changements dans la formation du groupe (David Karrika remplaçant Roberto à la batterie), leur deuxième album studio, Se escribe sin C, est publié en mars 2001. Ce deuxième opus, bien qu'il suive la ligne musicale de son prédécesseur, est un album plus mature. Il comprend douze nouvelles chansons, dont une reprise de With or Without You de U2.
D'autres changements surviennent ensuite dans le groupe : David Cuesta et David Karrika quittent le groupe, et laissent derrière eux Iker à la guitare et au chant, Iñaki Urroz (basse et chœur), Gorka Urzaiz (guitare solo et chœurs), et Rikar Martínez (batterie). L'album fait notamment participer El Drogas, du groupe Barricada, qui a adapté les paroles de la version U2, et surtout Kutxi Romero, de Marea, qui, en plus de chanter, collabore sur quelques paroles. Gorka Urbizu, chanteur et guitariste de Berri Txarrak, collabore également à la chanson Aprende a desconfiar.
Des divergences entre le groupe et son label, jusqu'alors Warner/Dro, mènent à une rupture de contrat, et à la signature au label indépendant EDG Music. En octobre 2002 sort leur troisième album, Dale Gas, sans doute l'album le plus rock du groupe. L'album est enregistré et produit par Iker dans son studio, El Sótano. Ici, Kutxi Romero et Drugs reviennent collaborer avec Juankar (Boikot) dans le morceau Tengo un plan.

### Las Noches que me inventéetCarrusel(2005-2011)
Le groupe, lassé des changements de formation, décide de continuer en trio, format avec lequel ils passent deux ans à parcourir presque toute l'Espagne. Bien que réduit en trio, le groupe participe à des festivals locaux tels que le Viñarock. En février 2005, ils signent avec le label Locomotive Music, et commencent à enregistrer leur quatrième album, Las Noches que me inventé. Il est de nouveau produit par Iker dans son studio El Sótano, au Sonora (Madrid) et au Sonido XXI à Esparza de Galar. L'album suit la ligne musicale de ses prédécesseurs. Il comprend deux singles : le morceau-titre Las Noches que me inventé et Ronco invierno.
En avril 2008, un nouvel album, intitulé Carrusel, est publié. Kutxi Romero collabore de nouveau aux paroles, mais Iker en occupe une infime partie. Ils font aussi participer Dani (Despistaos), qui chante dans le morceau Miedo, et Fredi Piedrafita, qui a écrit et chanté le morceau Sin Trampas. Ils tournent pendant la majeure partie de l'année dans toute l'Espagne, donnant des concerts et participant à des festivals comme le Viñarock. Après cette tournée locale, Dikers en effectue une autre au printemps 2009 avec le groupe pop punk NoWayOut.
Des articles de presse rapportent le départ d'Iñaki Urroz, pour des raisons personnelles. Ubaldo Puente, bassiste de Dkuajo, est recruté pour le remplacer. Le batteur Rikar Martínez quitte également le groupe, et Sergio Izquierdo, de Big Member, est recruté à sa place. Iker Piedrafita annonce la sortie d'un nouvel album studio, enregistré à l'été 2011, et qui sortira en février 2012. Il comprend 10 chansons, et fait place à une nouvelle tournée en groupe.

### Derniers albums et séparation (2012-2016)
Dikers publie l'album Casi nunca llueve le 6 mars 2012. Il comprend douze morceaux, dont deux singles : Corazón de trapo et Casi nunca llueve. Il fait participer Fredi Piedrafita, qui a écrit et chanté les morceaux El Temporal et Corazón de rag, et Kutxi Romero pour les paroles de Casi nunca llueve,.
À la fin de 2015 sort le dernier album de Dikers, Vértigo,. En début de 2016, Iker Piedrafita annonce son retrait de la scène en raison de problèmes de santé. Sa retraite mène à la dissolution du groupe.

## Membres

### Derniers membres
- Iker Piedrafita - guitare, chant (1998-2016)
- Ibán Viedma - basse (2014-2016)
- Sergio Izquierdo - batterie (2011-2016)

### Anciens membres
- David Cuesta - guitare solo (1998-2002)
- Gorka Urzaiz - guitare solo (2002)
- Roberto Urzaiz - batterie (1998-2001)
- David Karrika - batterie (2001-2002)
- Rikar Martínez - batterie (2002-2011)
- Iñaki Urroz - basse (1998-2011)
- Ubaldo Puente - basse (2011-2014)

## Discographie
- 1999 : A qué esperamos
- 2001 : Se escribe sin c
- 2002 : Dale gas
- 2005 : Las noches que me inventé
- 2008 : Carrusel
- 2015 : Casi nunca llueve
- 2015 : Vértigo

## Clips
- No me importa - 1998
- A que esperamos - 1998
- Sigo en pie - 2001
- Dale gas - 2002
- Las noches que me inventé - 2005
- Ronco invierno - 2005
- Carrusel - 2008
- Corazón de trapo - 2012
- Casi nunca llueve - 2012
- Comete la vida - 2013
- Pretencioso - 2015